# HAMLET
HAMLET (de Human Alpha-lactalbumin Made LEthal to Tumor cells, "α-lactoalbúmina humana feta letal per a les cèl·lules tumorals") és un complex entre l'alfa-lactoalbúmina i l'àcid oleic que s'ha demostrat que és eficaç en experiments de cultius cel·lulars per induir apoptosi en cèl·lules tumorals, però no en cèl·lules sanes.
HAMLET és un agent quimioterapèutic potencial capaç de matar cèl·lules canceroses. L'alfa-lactoalbúmina és el principal component proteic de la llet humana.

## Història
Catharina Svanborg, immunòloga de la Universitat de Lund a Suècia, i el seu estudiant de postgrau Anders Håkansson van començar a experimentar a finals de 1992 amb llet humana, microbis, proteïnes i cèl·lules en investigacions rutinàries per a la seva universitat. Durant el procés, i per casualitat, van observar com les cèl·lules canceroses aïllades disminuïen en contacte amb la llet. De seguida van començar a buscar i aïllar el mecanisme d'autodestrucció i el component exògen que la provoca. Aleshores, Catharina va formar un equip d'estudiants de tesi, combinant i organitzant el seu temps per investigar la troballa.
En un estudi de 1995, Anders Håkansson va trobar que l'alfa-lactoalbúmina multimèrica (MAL), un compost aïllat en una fracció de la llet humana anomenada caseïna, induïa el que semblava ser apoptosi al pulmó humà: carcinoma, bacteris pneumocòccics i altres patògens., deixant sense afectar cèl·lules sanes i diferenciades. Va ser la cura perfecta en aquest cas. El vicepresident de l' American Cancer Society, John Stevens, va viatjar a Suècia i els va concedir una beca per continuar investigant el càncer. L'empresa HAMLET Pharma va ser creada per explorar el compost com a tractament per al càncer i les malalties infeccioses.
El component actiu responsable de l'activitat tumoricida es va trobar l'any 2000 i es va trobar que era un complex d'alfa-lactoalbúmina i àcid oleic.

## Composició
L'alfa-lactoalbúmina humana endògena és complexa amb un ió calci i serveix com a cofactor en la síntesi de lactosa, però no té propietats tumoricides. L'alfa-lactoalbúmina s'ha de desplegar parcialment per permetre l'alliberament de l'ió calci i la seva substitució per una molècula d'àcid oleic. La conformació parcialment plegada és essencial per a la citotoxicitat d'HAMLET, ja que els estudis de mutagènesi han demostrat que l'alfa-lacalbumina completament desplegada no conserva les propietats funcionals d'HAMLET. L'àcid oleic és necessari per estabilitzar aquesta molècula en aquest estat parcialment desplegat. En els darrers anys, un treball addicional ha caracteritzat encara més l'estructura i la funció d'HAMLET i les seves aplicacions clíniques estan actualment en investigació. Tanmateix, per desenvolupar teràpies efectives, cal aprendre més sobre el mecanisme d'acció d'HAMLET.

## Mecanisme d'acció
HAMLET realitza atacs independents a molts orgànuls cel·lulars diferents, inclosos mitocondris, proteasomes i histones, i interfereix amb processos cel·lulars com la macroautofàgia. S'ha demostrat que HAMLET s'uneix a la superfície cel·lular i envaeix ràpidament les cèl·lules, i les cèl·lules tumorals absorbeixen moltes més proteïnes que les cèl·lules sanes i diferenciades. El mecanisme de la seva entrada és poc conegut, però estudis recents indiquen que l'àcid oleic del complex HAMLET interacciona amb la fosfatidilserina i la mucina o-glicosilada a la membrana plasmàtica, les quals s'expressen més a la membrana plasmàtica de les cèl·lules tumorals, possiblement proporcionant especificitat. d'HAMLET.
Un dels objectius més destacats d'HAMLET un cop dins la cèl·lula són els mitocondris. La microscòpia electrònica va revelar danys físics a les membranes mitocondrials, i les proves van trobar l'alliberament del citocrom c i l'activació de la cascada de caspases, les més notables van ser les caspases 2, 3 i 9. La mort cel·lular no s'evita pels inhibidors de la caspasa, ni per la mutagènesi de BCL-2 o p53, cosa que indica que la cascada tradicional de caspases apoptòtiques no és la causa final de la mort cel·lular.
Un altre objectiu d'HAMLET és el proteasoma. Els proteasomes 26S s'activen en resposta a grans quantitats de proteïna HAMLET desplegada al citoplasma, però la degradació d'HAMLET pel proteasoma és inusualment lenta. A més, estudis in vitro han demostrat que HAMLET és capaç d'unir-se a la subunitat catalítica 20S del proteasoma i desactivar la seva activitat enzimàtica, un efecte mai abans demostrat per a cap proteïna. Tanmateix, la inhibició del proteasoma per si sola no sembla ser responsable de la mort cel·lular induïda per HAMLET, ja que s'ha demostrat que els inhibidors del proteasoma redueixen la citotoxicitat de HAMLET.
HAMLET també s'adreça al nucli, on interacciona amb les histones per interferir amb els processos de transcripció. Els estudis han demostrat que HAMLET es troba principalment al nucli dins d'una hora després d'envair una cèl·lula tumoral. S'ha demostrat que Hamlet s'uneix amb gran afinitat a proteïnes histones individuals, que són específiques per a H2a, H2b, H3 i H4, així com unitats nucleosomals senceres. Aquesta interacció bloqueja de manera irreversible la transcripció i condueix a l'activació de p53. S'ha demostrat que aquest procés és similar a la hiperacetilació d'histones i s'ha trobat que els inhibidors de la histona deacetilasa potencien els efectes de HAMLET.
Les cèl·lules HAMLET han mostrat les característiques fisiològiques de la macroautofàgia, un procés en què els components cel·lulars es segresten en vesícules unides a una membrana doble que es fusionen amb els lisosomes per a la seva degradació. Les cèl·lules també van mostrar nivells reduïts de mTOR, un inhibidor conegut de la macroautofàgia. Les cèl·lules HAMLET en condicions de fam d'aminoàcids (un iniciador de la macroautofàgia) van mostrar patrons d'expressió similars de proteïnes autofagocitòtiques i van respondre igualment bé a l'addició d'inhibidors de la macroautofàgia.

## Recerca

### Adjuvant antibiòtic
Encara que HAMLET Arxivat 2016-05-23 a Wayback Machine. sol no és actiu contra la majoria de bacteris, quan està present juntament amb antibiòtics, HAMLET pot ajudar. Concretament, HAMLET pot fer que les bacteris SARM siguin sensibles a la meticil·lina, vancomicina, gentamicina i eritromicina.

### Tumors
S'està investigant per determinar si aquest podria ser un possible tractament per al càncer. S'han estudiat amb èxit models animals de glioblastoma. El primer assaig humà de la teràpia va ser sobre creixements benignes de la pell coneguts com a estelles i va mostrar resultats positius sense efectes secundaris.
S'està estudiant en carcinomes de pulmó, gola, ronyó, còlon, bufeta, pròstata i ovaris, així com en melanomes, glioblastomes i leucèmies. Un estudi del càncer de bufeta en un ratolí va trobar que provocava l'eliminació de cèl·lules canceroses positives per a TUNEL a l'orina, sense efectes secundaris adversos sobre les cèl·lules sanes.

## Audiovisuals
Segons la BBC, Howard Cohen és un físic-teòric nord-americà amb càncer de pròstata diagnosticat l'any 1999 que va decidir iniciar una dieta amb la ingesta de llet materna humana després de llegir el treball de Catharina Svanborg a HAMLET. Anders Håkansson va esmentar que, com que és un complex proteic, la major part es digereix a l'estómac, i no se sap quina quantitat del compost pot arribar a un tumor i tenir activitat antineoplàsica. Howard Cohen ha aparegut a diversos mitjans de comunicació nord-americans i el 2020 va participar al capítol 3 del programa (Un)Well de Netflix sobre la llet humana. El programa aborda les diferents pràctiques de consum de llet humana en adults, inclosa la compra i venda en línia no regulada i el seu ús pels culturistes per suposats beneficis no provats.
L'empresa HAMLET Pharma també ha realitzat diversos audiovisuals com This is HAMLET.